# My Little Pony - Il film
My Little Pony - Il film (My Little Pony - The Movie) è un film d'animazione del 2017 diretto da Jayson Thiessen.
Pellicola di produzione statunitense e canadese, basata sulla serie animata televisiva My Little Pony - L'amicizia è magica creata da Lauren Faust. Questo film è ambientato dopo gli eventi della settima stagione della serie e subito prima di quelli dell'ottava. È inoltre l’unico film non di  Equestria Girls ad aver avuto un seguito.

## Trama
I pony di Equestria si preparano per il loro primo Festival dell'Amicizia, che è supervisionato da Twilight Sparkle a Canterlot. I festeggiamenti sono interrotti dall'invasione di mostruose creature temporalesche comandate dall'unicorno Tempest Shadow. Princess Celestia esorta senza successo Princess Luna a cercare aiuto a sud di Equestria, pronunciando solo "La regina degli Ippo" prima di essere pietrificata da Tempest Shadow con dei globi di ossidiana. Twilight fugge dalla città insieme alle sue amiche e al suo assistente, Spike. Tempest viene contattata dal suo superiore, il malvagio stregone Re Tornado, che le ha ordinato di riunire tutte le principesse di Equestria per attivare il suo bastone mistico con la loro magia, promettendo in cambio di ripristinare il suo corno spezzato.
I sette amici si recano nella città deserta di Klugetown, alla ricerca dei suddetti "ippopotami" (interpretando le ultime parole di Celestia), dove incontrano Capper, un gatto umanoide che si offre di aiutarli, mentre le sue intenzioni sono quelle di venderli per saldare un debito con un criminale locale alla ricerca di pony per il suo circo. Tuttavia, stringe una vera amicizia con loro dopo che Rarity ripara generosamente il suo cappotto. Consultando alcuni testi, Twilight scopre che la Principessa si riferiva agli Ippogrifi, che abitano la cima del Monte Aris. Tempest arriva a Klugetown alla ricerca di Twilight, costringendo i sette amici a nascondersi a bordo di un dirigibile di consegna. Tempest interroga Capper su dove si trovi Twilight, che però cerca a sua volta di proteggere la principessa.
Il gruppo di volatili a bordo del dirigibile, comandati dal Capitano Caeleno, sono servitori di Re Tornado e vorrebbero lanciare i sette passeggeri giù dalla nave. Dopo aver rivelato di essere ex pirati, costretti a prestare servizio a Re Tornado, Rainbow Dash convince i pirati a non seguire più gli ordini e di portare lei ed i suoi amici nel regno dei ippogrifi, sul Monte Aris, eseguendo però un arcoboom sonico che inavvertitamente dà la loro posizione a Tempest. Sconcertata dalla noncuranza dei suoi amici, Twilight organizza una fuga a bordo di una mongolfiera improvvisata.
I sette protagonisti raggiungono il Monte Aris dove poi trovano il regno apparentemente deserto. Seguendo un canto, vengono risucchiati in una voragine sottomarina, dove la cantante, la principessa Skystar, dà loro degli elmetti a bolla d'aria e li porta nella sua casa sottomarina di Seaquestria. In realtà Skystar appartiene alla specie degli ippogrifi, trasformati in seaponies da una perla magica usata da sua madre, la regina Novo, per nascondersi da Re Tornado; Novo dà loro una dimostrazione trasformando le pony in seaponies e Spike in un pesce palla. Quando Novo nega loro la perla da usare contro Re Tornado, Twilight tenta disperatamente di rubare la perla mentre lascia che i suoi ignari amici distraggano i seaponies. Proprio quando Pinkie Pie riesce quasi a convincere Novo, Twilight fa scattare l'allarme e viene catturata dalla regina indignata, che bandisce l'intero gruppo in superficie.
Quando le sue amiche chiedono spiegazioni per le sue azioni e per averle ingannate, Twilight reagisce accusandole di non aver preso seriamente la missione, arrivando a rinnegare la loro stessa amicizia, in uno scatto d'ira, che si conclude con la sua separazione dal resto del gruppo e il suo rapimento da parte di Tempest. Twilight viene portata davanti a Re Tornado a Canterlot; Tempest guadagna la simpatia di Twilight dopo averle confidato la propria storia: i suoi stessi amici l'hanno evitata per la sua magia pericolosamente instabile, causata dalla perdita del corno da puledrina. Nel frattempo, dopo che Spike avvisa le amiche di Twilight del suo rapimento, Capper, i pirati e Skystar tornano per aiutarli ad infiltrarsi a Canterlot e salvare Equestria.
Re Tornado si vendica evocando una gigantesco tornado con il suo bastone ora intriso della magia delle principesse, tradendo anche Tempest (che lo aveva aiutato in cambio della riparazione del suo corno), Twilight la salva dal tornado e poi si riconcilia con le sue amiche. Dopo che Twilight grazie alle sue amiche ha ottenuto a fatica il bastone riappare Re Tornado che scaglia un globo di ossidiana ai sette amici per riprendersi il bastone, ma Tempest si frappone fra loro, così sia lei che il Re vengono pietrificati. Il corpo di Re Tornado cade dalla balconata del palazzo e si frantuma, mentre Twilight e le sue amiche usano la magia del bastone per salvare Tempest e liberare lei e gli altri pony pietrificati, ricostruendo la città in rovina.
Il Festival dell'Amicizia riprende e i pony festeggiano con i loro nuovi amici. Tempest, scoraggiata per via del suo corno destinato a rimanere spezzato, viene convinta da Twilight ad unirsi a loro, producendo uno spettacolo pirotecnico con la sua magia, accettando felicemente l'amicizia di Twilight e delle altre.

## Personaggi
- Princess Twilight Sparkle: la protagonista del film e principessa dell'amicizia di Equestria, precisa e coraggiosa si imbarca insieme alle sue amiche in un'avventura per salvare Equestria da Re Tornado.
- Applejack: seconda protagonista del film. È una delle amiche di Twilight, schietta e onesta accompagna Twilight nel suo viaggio per salvare Equestria, quando Re Tornado sta per lanciare il globo di ossidiana si prepara subito a difendere le sue amiche con coraggio.
- Rarity: terza protagonista del film. È una delle amiche di Twilight, un po' snob ma generosa e altruista accompagna Twilight nel suo viaggio, alla fine del film crea un vestito fantastico per Capper.
- Pinkie Pie: quarta protagonista del film. È una delle amiche di Twilight, vispa, allegra e raggiante accompagna Twilight nel suo viaggio, litigherà con Twilight ma alla fine le due si riconcilieranno.
- Fluttershy: quinta protagonista del film. È una delle amiche di Twilight, estremamente timida e sensibile ma gentile accompagna Twilight nel suo viaggio, durante la battaglia finale riesce a calmare uno degli sgherri di Re Tornado.
- Rainbow Dash: sesta protagonista del film. È una delle amiche di Twilight, leale e tenace accompagna Twilight nel suo viaggio, quando i pirati si sentono tristi lei li fa tornare come prima con la canzone “Time to be Awesome” e poi eseguendo un arcoboom sonico.
- Spike: settimo protagonista del film. È il draghetto assistente di Twilight, anche lui accompagna Twilight nel suo viaggio e quando quest'ultima viene catturata da Tempest è il primo ad accorgersene.
- Princess Celestia: la sovrana del regno di Equestria, viene pietrificata da Tempest all'inizio del film e poi liberata da Twilight, le sue amiche e Tempest stessa alla fine.
- Princess Luna: la sorella minore di Princess Celestia, tenterà di andare a cercare gli Ippogrifi venendo però pietrificata e catturata, verrà liberata alla fine del film.
- Princess Cadence: la principessa dell'Impero di Cristallo, tenterà di respingere il globo di ossidiana che Tempest gli ha lanciato però fallendo venendo pietrificata, verrà liberata anche lei alla fine del film.
- Re Tornado: l'antagonista principale del film. Lo spietato dittatore delle terre ai Confini di Equestria, il suo aspetto ricorda quello di un satiro. Crudele, cinico e violento, si caratterizza anche per un comportamento piuttosto eccentrico, a tratti infantile e non sembra particolarmente astuto o intelligente. Utilizzando il suo bastone ottiene la magia delle principesse per dominare Equestria, alla fine verrà sconfitto da Twilight, le sue amiche e Tempest venendo pietrificato, dopodiché si frantumerà in mille pezzi, cadendo dalla terrazza del palazzo di Canterlot.
- Tempest Shadow / Fizzlepop Berrytwist: l'antagonista secondaria del film. Ha il compito di catturare Twilight e portarla a Re Tornado e se lo farà quest'ultimo gli ridarà il corno, alla fine dopo che Re Tornado la tradisce si allea con Twilight e le sue amiche sconfiggendolo, alla fine del film rivelerà a Pinkie Pie il suo vero nome.
- Grubber: l'antagonista terziario del film. È una creatura simile ad un porcospino, è il portavoce di Re Tornado e il braccio destro di Tempest, accompagna quest'ultima durante la ricerca di Twilight, è particolarmente ghiotto per le torte.
- Capper: un gatto umanoide che vive a Klugetown, inizialmente vuole vendere Twilight e le sue amiche a Verko ma dopo che Rarity gli ripara il cappotto stringe amicizia con loro e le aiuta a salvare Equestria.
- Verko: antagonista quartario del film. Un criminale di Klugetown, è una talpa senza pelo. Per saldare un debito con lui, Capper decide di vendergli Twilight e le sue amiche, poco dopo però arriva Tempest e dopo avergli chiesto che cosa sa fare con la magia quest'ultima lo colpisce con un fulmine, mettendolo fuori gioco.
- Capitan Celaeno: la leader di un gruppo di pappagalli umanoidi, pirati del cielo, inizialmente lei e la sua ciurma lavorano come fattorini di Re Tornado, ma poi grazie a Rainbow Dash ritornano come prima e poi aiutano Twilight e le sue amiche a salvare Equestria.
- Princess Skystar: la principessa di Seaquestria e figlia della Regina Novo, quando Twilight e le sue amiche arrivano a Seaquestria lei è la prima ad accoglierle, in seguito decide di aiutarle a salvare Equestria finendo però in punizione alla fine del film.
- Regina Novo: la sovrana di Seaquestria e madre della principessa Skystar, ha usato la perla magica per trasformare sé stessa e i suoi sudditi in seaponies, in quanto prima erano ippogrifi per sfuggire a Re Tornado, dopo che Twilight ha cercato di rubare la perla manda via lei e le sue amiche, ricompare alla fine del film riabbracciando sua figlia mettendola poi in punizione.
- Songbird Serenade: una famosissima popstar di Equestria e ospite speciale al festival dell'amicizia, viene catturata assieme a tutti i pony di Canterlot dagli scagnozzi di Re Tornado, ma alla fine verrà liberata e canterà la canzone Rainbow al festival alla fine del film.

## Distribuzione
Il film è stato distribuito nei cinema statunitensi a partire dal 6 ottobre 2017, mentre in Italia a partire dal 6 dicembre 2017.

## Accoglienza
Il film è stato abbastanza snobbato dai critici e gli incassi sono stati solidi ma sotto le aspettative e per certi versi deludenti, tanto che durante il secondo weekend i guadagni sono scesi del 54%. Nonostante ciò il film riceve un voto di 4 su 5 sia su Universal Movies che su Coming Soon.

## Sequel stand-alone
Nel 2021 è uscito il sequel stand-alone My Little Pony: una nuova generazione, sotto la regia di Robert Cullen e Josè Ucha, che segna ufficialmente l’inizio della quinta generazione di My Little Pony.